# Кагинский сельсовет
Кагинский сельсовет — сельское поселение в Белорецком районе Башкортостана Российской Федерации.
Административный центр — село Кага.

## История
Статус и границы сельского поселения установлены Законом Республики Башкортостан от 17 декабря 2004 года № 126-З «О границах, статусе и административных центрах муниципальных образований в Республике Башкортостан»

## Население
| 1939 | 1961  | 1969  | 2002  | 2009  | 2010 | 2012 |
| ---- | ----- | ----- | ----- | ----- | ---- | ---- |
| 2224 | ↗2885 | ↘2459 | ↘1317 | ↘1184 | ↘986 | ↘942 |
| 2013 | 2014  | 2015  | 2016  | 2017  |      |      |
| ↘924 | ↘895  | ↘876  | ↘848  | ↘809  |      |      |

Гендерный состав
1939 год — 2224 (926 мужчин, 1294 женщины) чел;

## Состав сельского поселения
| № | Населённый пункт | Тип населённого пункта       | Население |
| - | ---------------- | ---------------------------- | --------- |
| 1 | Кага             | село, административный центр | ↘787      |
| 2 | Нижний Авзян     | село                         | ↘143      |
| 3 | Бельский         | деревня                      | ↘56       |